# El año del descubrimiento

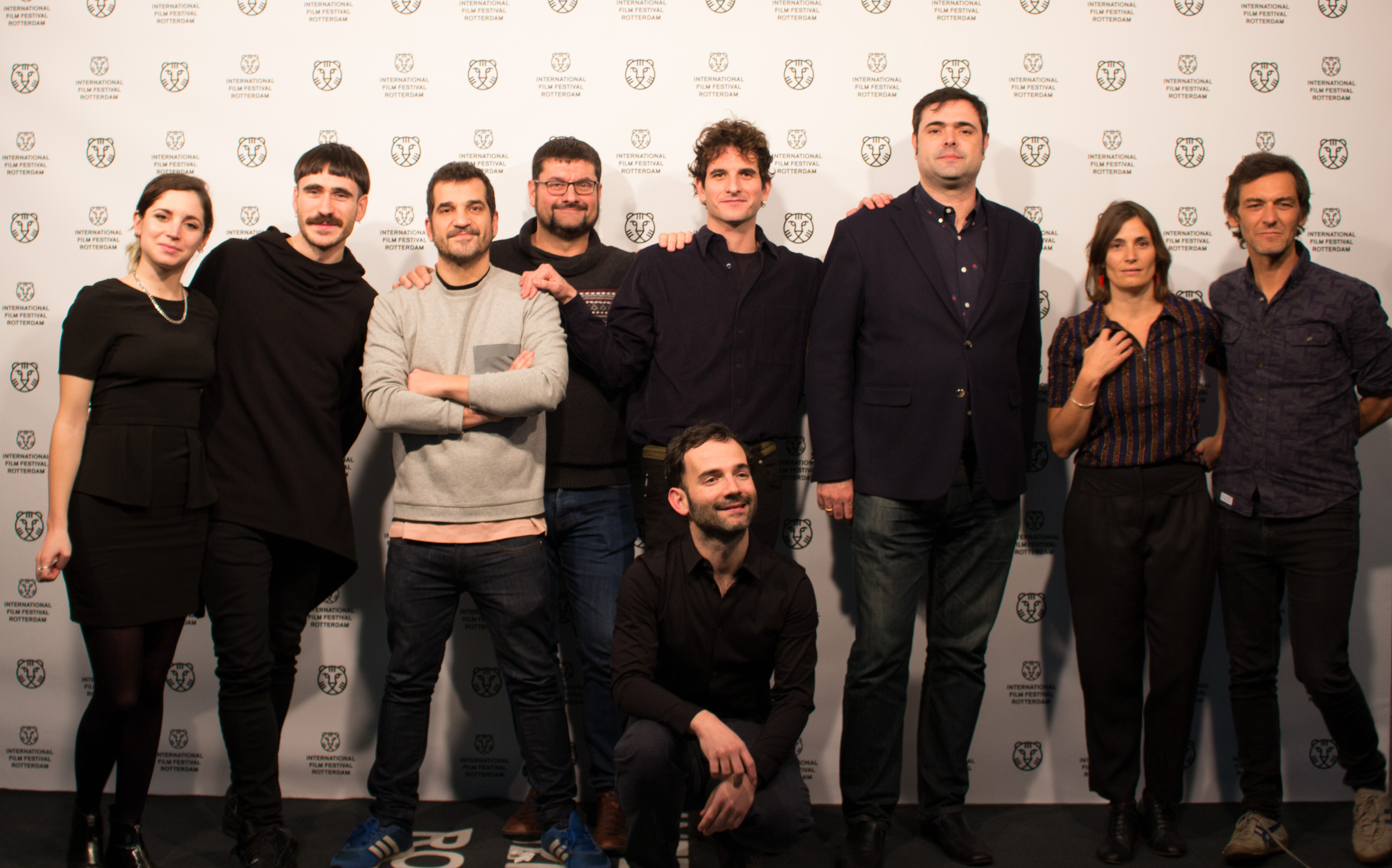
bezetting op het International Film Festival Rotterdam

El año del descubrimiento (Nederlands: Het jaar van ontdekking) is een Spaanse-Zwitserse documentaire uit 2020, geregisseerd door Luis López Carrasco. De film werd op 25 januari vertoond op het International Film Festival Rotterdam waar het meedeed aan de Tiger Competition. De film werd geselecteerd voor de internationale competitie van de 35ste editie van het Filmfestival van Mar del Plata waar het de Gouden Ástor voor beste film won.

## Inhoud
De documentaire blikt terug op het jaar 1992, 500 jaar na de ontdekking van Amerika, wat van Spanje een wereldrijk maakte. Het is het jaar waarin Spanje zich aan de wereld presenteerde als een moderne democratie met de Expo '92 in Sevilla en de Olympische Spelen in Barcelona, na de donkere jaren van de Franco-dictatuur. Het is ook het jaar waarin hevige protesten ontstonden in Cartagena als gevolg van het aangekondigde deïndustrialiseringsbeleid. In een bar in Cartagena blikken mensen terug en doen hun verhaal.  

## Ontvangst

### Recensies
Op Rotten Tomatoes geeft 100% van de 5 recensenten de film een positieve recensie, met een gemiddelde score van 9,50/10.

### Prijzen en nominaties
De film won 9 prijzen en werd voor 8 andere genomineerd. Een selectie:
| Jaar | Evenement                       | Categorie          | Genomineerde              | Resultaat   |
| ---- | ------------------------------- | ------------------ | ------------------------- | ----------- |
| 2020 | IFFR (49ste editie)             | Tiger Award        | El año del descubrimiento | Genomineerd |
| 2020 | Mar del Plata (35ste editie)    | Gouden Ástor       | El año del descubrimiento | Gewonnen    |
| 2021 | Premios Goya (35ste uitreiking) | Beste documentaire | El año del descubrimiento | Gewonnen    |
| 2021 | Premios Goya (35ste uitreiking) | Beste montage      | Sergio Jiménez            | Gewonnen    |